# Andrena sayi
Andrena sayi är en biart som beskrevs av Robertson 1891. Andrena sayi ingår i släktet sandbin, och familjen grävbin. Inga underarter finns listade i Catalogue of Life.